# Cardiac Arrest Center
Ein Cardiac Arrest Center ist ein Krankenhaus, das spezialisierte Einrichtungen für die klinische Akutbehandlung von Patienten nach einem Herz-Kreislauf-Stillstand vorhält. Im deutschsprachigen Raum erstellt der Deutsche Rat für Wiederbelebung (GRC) den Anforderungskatalog und führt Zertifizierungen durch. 2022 waren bereits 100 Krankenhäuser in Deutschland, Österreich und der Schweiz als Cardiac Arrest Center zertifiziert.

## Hintergrund
2010 erwähnte der European Resuscitation Council in der Aktualisierung ihrer Leitlinien zur Reanimation die Möglichkeit, dass präklinisch reanimierte Patienten von der Versorgung in Kliniken, die spezialisierte Behandlungseinrichtungen vorhielten bzw. mehr als 50 reanimierte Patienten im Jahr behandelten, profitieren könnten. Der Begriff des "Cardiac Arrest Centre" wurde eingeführt, aber nicht weiter definiert. Die Aktualisierung der Leitlinien 2015 präzisierte den Begriff bereits, und definierte als Mindestanforderung die 24/7 Verfügbarkeit eines Herzkatheterlabors und der Möglichkeit der Hypothermiebehandlung. Es wurde zur flächendeckenden Etablierung von Cardiac Arrest Zentren ermutigt. Der GRC veröffentlichte 2017 zusammen mit der Deutschen Gesellschaft für Anästhesiologie und Intensivmedizin (DGAI), der Deutschen Gesellschaft für Kardiologie – Herz- und Kreislaufforschung (DGK) und der Deutschen Gesellschaft für Internistische Intensivmedizin und Notfallmedizin (DGIIN) erste Kriterien für die Mindestanforderungen an Cardiac Arrest Zentren.

## Anforderungen (Deutschland)
Für die Zertifizierung als Cardiac Arrest Zentrum in Deutschland müssen die teilnehmenden Krankenhäuser mindestens folgende Einrichtungen und Standards vorhalten:
- Geschäftsordnung mit Definition der Zusammenstellung und Leitung des Cardiac Arrest Zentrums.
- Vorhalten der folgenden Fachdisziplinen und Behandlungsmöglichkeiten:
  - Interventionelle Kardiologie mit 24/7-Möglichkeit zur Herzkatheter-Therapie und Echokardiographie.
  - Neurologie
  - Radiologie mit 24/7 Möglichkeit zur Ganzkörper-Computertomographie und Notfallsonografie
  - Intensivmedizin mit Möglichkeit zur Notfalldialyse und Temperaturmanagement
  - Unfallchirurgie (wenn Reanimationspatienten nach Trauma behandelt werden sollen)
- Standardisierte Behandlungspfade für verschiedene Patientengruppen nach Ursache des Kreislaufstillstandes
- Vorhalten einer geeigneten Patientenübernahmeeinrichtung (z. B. Notaufnahme oder Schockraum)
- Teilnahme an lokalen Qualitätssicherungszirkeln
- Regelmäßige Schulungen und Rezertifizierungen